# 科特凯
科特凯（Kotkhai），是印度喜马偕尔邦Shimla县的一个城镇。总人口1148（2001年）。

## 人口
该地2001年总人口1148人，其中男性665人，女性483人；0—6岁人口116人，其中男59人，女57人；识字率83.97%，其中男性为86.62%，女性为80.33%。